# St. Peter Line
St. Peter Line ist eine russische Reederei mit Hauptsitz in Sankt Petersburg, die im Linienverkehr zwischen Russland, Estland, Finnland und Schweden tätig war.

## Unternehmensdaten
Das 2010 auf Zypern durch eine Gruppe von Investoren aus Russland, der Schweiz und EU-Ländern gegründete Unternehmen hat 2010 rund 215.000 Passagiere befördert.
2016 stieg Moby Lines in die Reederei ein. Bis zu diesem Zeitpunkt betrieb St Peter Line die beiden Schiffe SPL Princess Anastasia und Princess Maria, die Princess Maria wurde jedoch noch im selben Jahr in Moby Dada umbenannt und ins Mittelmeer verlegt. Die SPL Princess Anastasia wurde im Januar 2017 von Moby Lines übernommen und fuhr unter der Flagge Italiens mit Heimathafen Neapel. Es wurde ab April 2017 auf der Route St Petersburg – Helsinki – Tallinn – Stockholm – Helsinki – Petersburg eingesetzt. Von Mai 2020 bis Juni 2022 diente das Schiff in Murmansk als Unterkunftsschiff. 2022 wechselte es als Moby Orli ins Mittelmeer.

## Strecken
Die Fähren der St. Peter Line bedienten im Fracht- und Passagierverkehr die folgenden Strecken:
- Sankt-Petersburg – Helsinki – Tallinn – Stockholm – Helsinki – Sankt-Petersburg[9]

## Flotte

### Eingesetzte Schiffe
- Princess Maria (bis 2016)
- SPL Princess Anastasia (bis 2022)

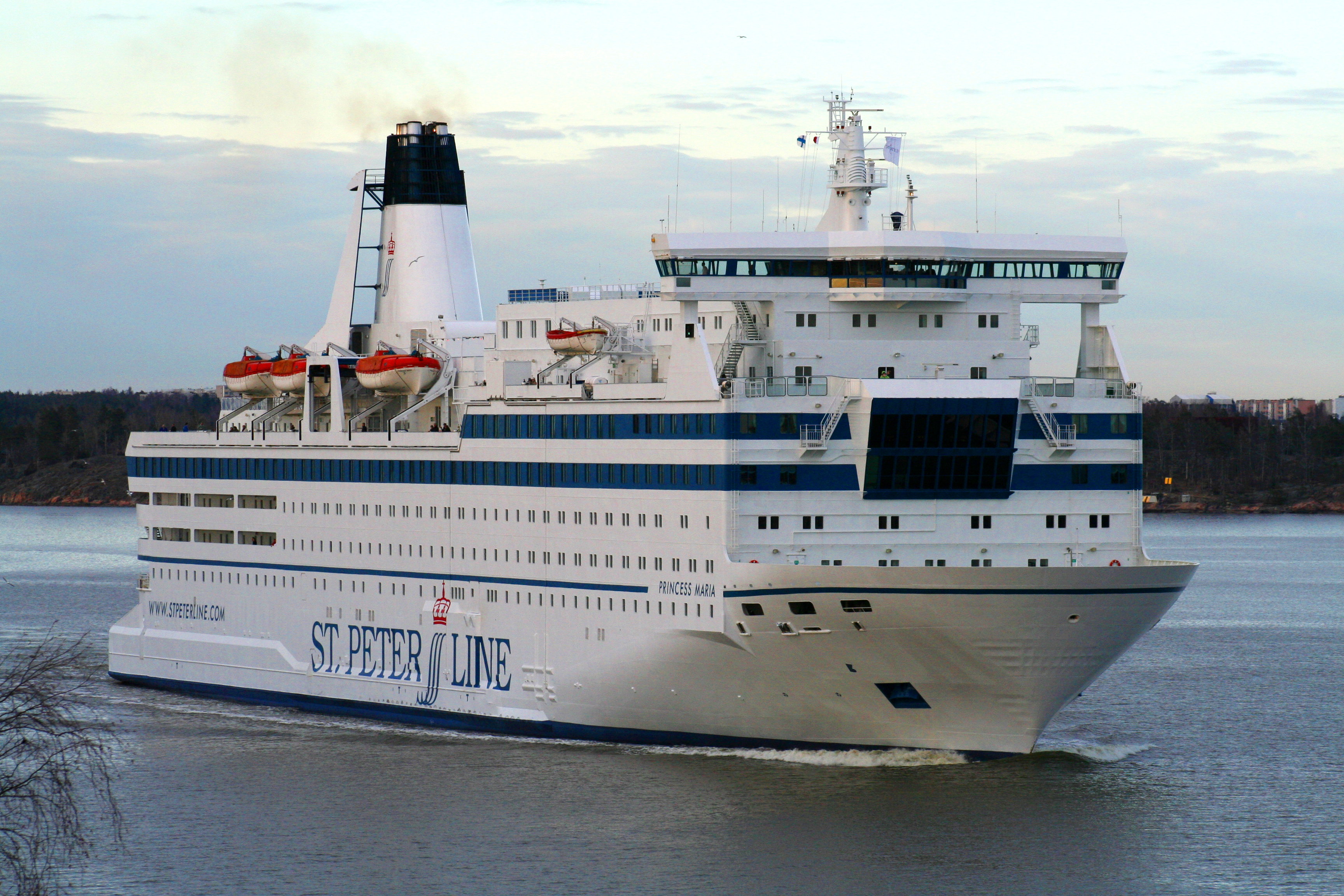
SPL Princess Maria vor Helsinki
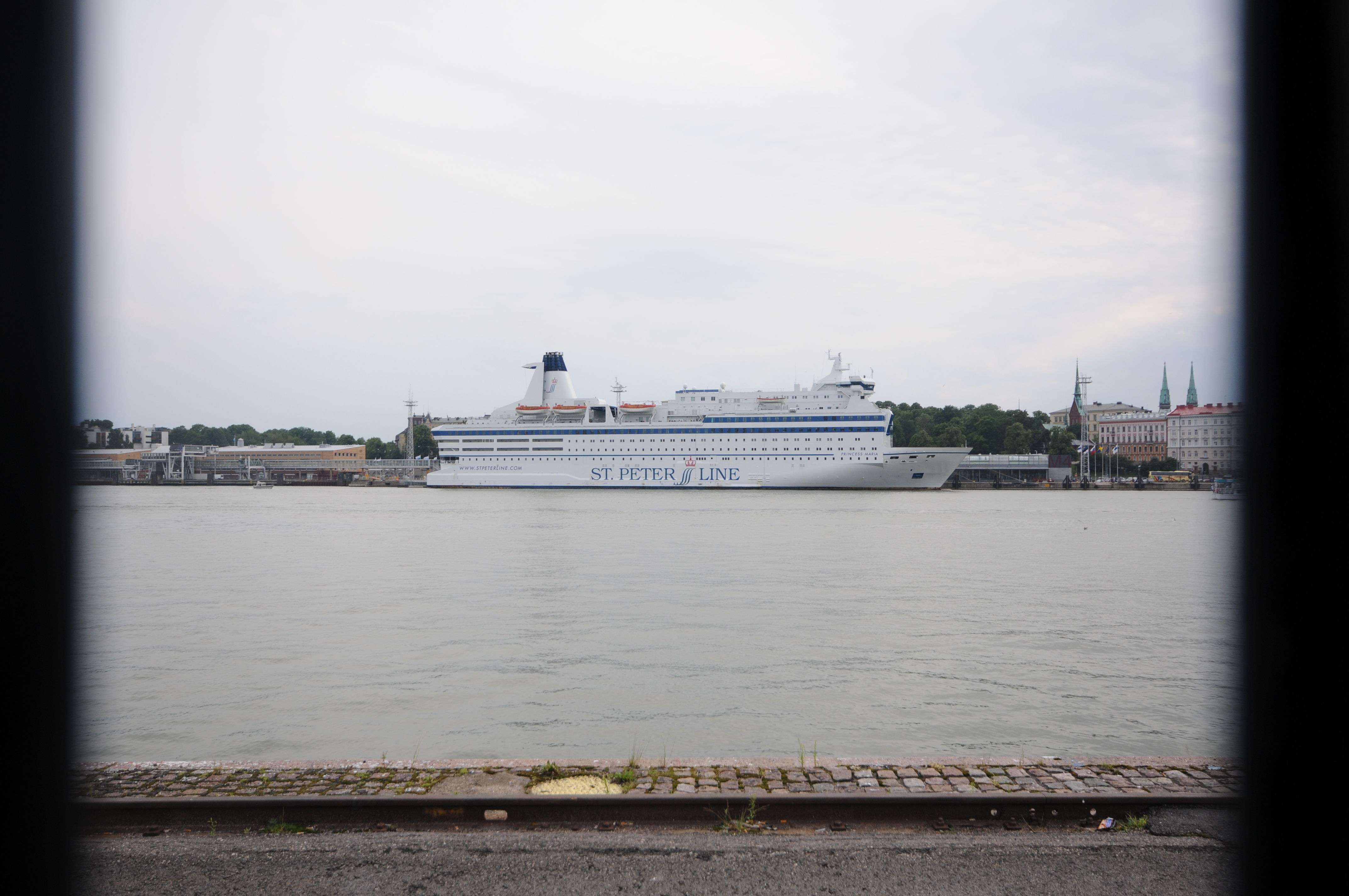
SPL Princess Maria im Hafen von Helsinki
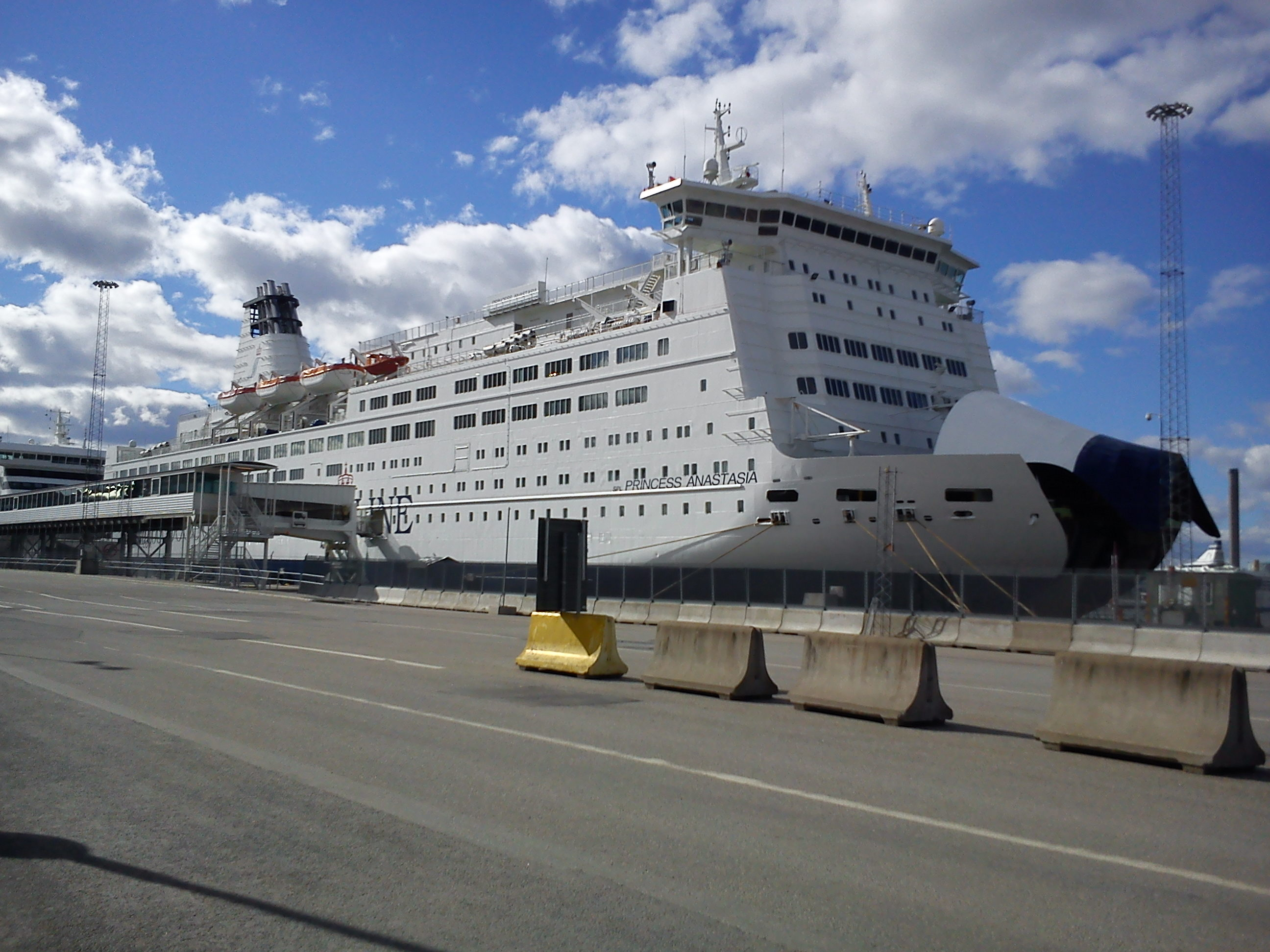
SPL Princess Anastasia im Hafen von Stockholm